# الا ن. مک‌لین، کنتس نورایکو
الا ن. مک‌لین، کنتس نورایکو (née: دوگرتی؛ پس از فرزندخواندگی، والتون؛ پس از ازدواج اول، سیلی؛ پس از ازدواج دوم، نورایکو؛ پس از ازدواج سوم، مک‌لین؛ ۱۸۴۹–۱۹۱۳) نویسنده و متافیزیکدان کانادایی بود. او برای چندین مجله می‌نوشت و مرجع ادبی در امور روسیه بود. او به عنوان یکی از «زنان برجسته کلان‌شهر آمریکا» شناخته می‌شد و چندین سال به سفرهای بین‌المللی پرداخت.

## اوایل زندگی و تحصیلات
الا دوگرتی در ۹ نوامبر ۱۸۵۳/۱۸۵۸ در تورنتو، کانادا متولد شد. ویلیام والتون از سنت جان، نیوبرانزویک، که در سنین پایین یتیم شده بود، الا را به فرزندی پذیرفت. خانواده والتون برای الا ثبات و محیطی حمایتی فراهم کردند که به رشد او در دوره بحرانی زندگی‌اش کمک کرد.
او در سنت جان، نیوبرانزویک تحصیل کرد.

## شغل
نورایکوف انتشار آثار ادبی خود را از دوران نوجوانی آغاز کرد.
در ۲ ژانویه ۱۸۷۲، در سنت جان، نیوبرانزویک، او با کاپیتان الکساندر مایلز سیلی (۱۸۴۶–۱۸۸۲)، پسر الکساندر مک‌لافلین سیلی، سیاستمدار برجستهٔ قلمرو کانادا، ازدواج کرد. سه دختر آنها در سال‌های ۱۸۷۴، ۱۸۷۷ و ۱۸۸۱ به دنیا آمدند کمی پس از این ازدواج، این زوج به خارج از کشور رفتند و سال‌های زیادی را به سفر گذراندند و ۱۸ بار از اقیانوس اطلس عبور کردند. او از شهرهای مختلف هند و سایر نقاط شرق بازدید کرد، به غرب بازگشت و چند ماه را در سفر به آمریکای جنوبی گذراند. او به عنوان بیوه به آمریکای شمالی بازگشت و به شهر نیویورک نقل مکان کرد.

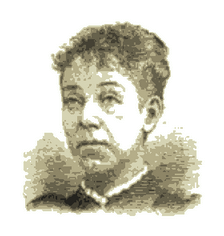
(۱۸۹۱)

در ۲۸ ژوئیه ۱۸۸۵، در منهتن، او با کنت آدولفوس نورایکوف (ورشو، امپراتوری روسیه، ۱۸۴۴–۱۸۹۲)، یک اشراف‌زاده روسی، ازدواج کرد. او متعاقباً مطالعه عمیقی در مورد روش‌های حکومتی رایج در سرزمین مادری شوهرش، جایی که کنت وکیل بود، انجام داد. به دلیل عقاید سیاسی‌اش، او سال‌ها در تبعید بود.
نوریکوف مقالات زیادی در مورد شرایط سیاسی و اجتماعی امپراتوری روسیه برای مجله ماهانه لیپینکات، مجله کازموپولیتن، نیویورک لجر، ایندیپندنت ، انتشارات هارپر، همراه جوانان و سایر نشریات برجسته ایالات متحده نوشت. او با همکاری همسرش، چندین جلد از داستان‌های کوتاه لئو تولستوی را ترجمه کرد که توسط یک انتشاراتی در نیویورک منتشر شدند. او همچنین ترجمه‌هایی را که شوهرش از برخی از آثار تولستوی و دیگر نویسندگان روسی انجام داده بود، اصلاح کرد. در طول این ازدواج، او برخی از آثار خود را با نام "الا نورایکوف" و برخی دیگر را بعداً با نام "کنتس نورایکوف" امضا کرد.  او روی کتابی با موضوع «نیهیلیسم و پلیس مخفی» کار کرد.
سومین ازدواج او، در ۱۰ اکتبر ۱۸۹۸، در منهتن، با جان امری مک‌لین (۱۸۶۵–۱۹۳۵) اهل نیویورک، که قبلاً اهل اورنجویل، انتاریو، کانادا بود، صورت گرفت. او عضو قدیمی باشگاه مالیات تک منهتن و رئیس و رئیس سابق هیئت مدیره باشگاه کانادایی آن شهر بود. که همگی در نیویورک منتشر می‌شدند، خدمت کرد. این زوج ممکن است از طریق مجله متافیزیک یا ناشر مجله با هم آشنا شده باشند، زیرا نورایکوف در آن زمان یک متافیزیکدان بود. پس از این ازدواج، او آثار خود را با عنوان «خانم الا ان. مک‌لین، کنتس نورایکوف» امضا می‌کرد.

## مرگ
مک‌لین در پی یک تصادف، در ۲۶ سپتامبر ۱۹۱۳ در خانه دخترش در الیزابت، نیوجرسی درگذشت.

## آثار برگزیده
- «سهم زن در نیهیلیسم روسی»، نوشته الا نورایکوف، کازموپولیتن، اوت ۱۸۹۱، جلد ۱۱، صفحات ۶۱۹–۲۰ (متن)
- «نوروز در روسیه»، نوشته کنتس نورایکوف، مجله جوانان هارپر، ۲۹ دسامبر ۱۸۹۱، جلد ۱۳، شماره ۶۳۵، صفحات ۱۸۶–۱۸۷ (متن)
- «در کوچه قزاق‌های دن؛ خانه‌های جنگجویان سرسخت روس»، نوشته کنتس نورایکوف، همراه جوانان، ۱۸۹۲، جلد ۶۴ (متن)
- اشرافیت؛ در ۵ پرده، به کارگردانی کنتس نورایکوف، با اجازه دی. اپلتون و شرکا، نیویورک، ۱۸۹۲ (متن)
- «نیهیلیسم و قحطی»، نوشته کنتس نورایکوف، مجله ماهانه لیپینکات، آوریل ۱۸۹۲، جلد ۴۹، صفحات ۴۶۳–۴۷۱ (متن)
- «لغو مجازات اعدام»، نوشته کنتس الا نورایکوف، مجله جمجمه‌شناسی آمریکا و مجله لایف ایلاستریتد، مارس ۱۸۹۵، صفحات ۱۵۰–۱۵۲ (متن)
- «حماقت خودکشی»، نوشته کنتس نورایکوف، مجله فلسفی، نوامبر ۱۸۹۵، جلد ۱۸، شماره ۵، صفحات ۴۰۷–۴۰۹ (متن)
- «روتشبرگ‌های روسیه»، نوشته کنتس نورایکوف، انتشارات واید ورلد، گین و شرکا، بوستون، ۱۹۰۲، صفحات ۹۶–۱۰۰ (متن)

1. ↑  Gerson (2011) refers to her as "the mysterious Countess Norraikow".[۱۱]